# FreakAngels
FreakAngels es una historieta publicada como webcómic creada por el guionista Warren Ellis y el dibujante Paul Duffield. Ha sido recopilada en formato comic book por Avatar Press. El estilo gráfico se caracteriza por tener personajes y ambientes muy detallados.
Crunchyroll adaptó el webcómic a una serie animada, que se estrenó el 28 de enero de 2022.

## Publicación
Warren Ellis anunció el proyecto en la Convención Internacional de Cómics de San Diego de 2007 con las siguientes palabras: "He escrito doscientas páginas y aún no tengo idea de sobre qué trata … es retro-punk, es steampunk en un futuro cercano." La serie comenzó el 15 de febrero de 2008. Cada semana aparecen seis nuevas páginas a todo color, un formato pensado por Warren Ellis para dar a la historieta la capacidad de crecer de manera natural.
La historia se le ocurrió a Warren Ellis pensando en qué pasaría si Los cuclillos de Midwich hubieran sobrevivido y crecido hasta convertirse en veinteañeros confusos y desafectos. La historia continúa el estilo heredado de John Wyndham de desastre-ficción en su libro.
En el episodio 99, Warren Ellis dijo que la historia estaba completa en sus dos terceras partes.
En un principio Paul Duffield se encargaba de todo el proceso creativo, pero la aparición de otros trabajos ha hecho que delegue el entintado en Alana Yuen y los colores en Kate Brown. La rotulación la hace Ariana Osborne.

## Sinopsis
La sinopsis que el propio Warren Ellis hizo sobre su obra era “personajes viviendo en un Londres inundado posiblemente por ellos mismos”.

### Origen
Los FreakAngels nacieron todos en Inglaterra exactamente en el mismo instante. Crecieron con sus padres en un poblado del sureste de Inglaterra. Sus poderes comenzaron a manifestarse a una edad temprana, lo que combinado con su extraña apariencia les hizo difícil el tener vacaciones.
Su adolescencia fue bastante común, iban a clase, bebían, tomaban drogas, iban a clubs, y experimentaban con el sexo.
En algún momento entre los catorce y los diecisiete años sus padres perdieron la custodia de sus hijos, presumiblemente a manos de un gobierno o algún cuerpo militar.

### The crash
Alrededor de los diecisiete años, los FreakAngels escaparon dirigiéndose hacia Londres, siendo perseguidos por la policía y militares. 
Para intentar disuadirlos decidieron demostrar hasta donde llegaban sus capacidades, esta demostración provocó el suceso denominado como “the crash” (el accidente).
El evento conocido como the crash fue el causante, entre otras cosas, de que Londres se inundara. Aunque su naturaleza exacta no ha sido revelada, se sabe que devastó Gran Bretaña y que redujo la sociedad a un nivel posapocalíptico.
Alguno de los efectos que causó “the crash” fueron, al aumento de los niveles del mar y hundimientos de otros, daños graves a edificios e infraestructuras, un clima más cálido, y alteraciones en el tiempo.
El alcance geográfico de “the crash” es desconocido. En la historia se sugiere que otros países también fueron afectados (al menos temporalmente). Se produce comercio de armas, comida y combustible entre Inglaterra e Irlanda, aunque no se sabe si Irlanda está más o menos afectada que Inglaterra.

### Whitechapel
Algún tiempo después de “the crash” los FreakAngels encontraron un grupo de supervivientes en el este de Londres en estado de absoluto caos. Los supervivientes tenían una disputa con una secta que producían neonatos para canibalismo. Como se sentían culpable empezaron a cuidar de ellos, comenzaron a intentar restablecer cierto nivel de civilización, ocultaron sus habilidades al resto de la población y crearon una ley entre ellos mismos “FreakAngels Law” limitando el uso de sus habilidades.
Pasados unos meses de la fundación de Whitechapel uno de los FreakAngels desobedeció la “FreakAngels Law” controlando mentalmente a un grupo de personas y fue exiliado.
Años después los FreakAngels aún viven y protegen Whitechapel, y han comenzado a considerarla su hogar.
Desde Whitechapel no se puede sintonizar ninguna señal de radio externa y América se considera inalcanzable. Viven en él unas trescientas personas.

## Personajes

### FreakAngels
Los “FreakAngels” tienen entre otros poderes telepatía, manipulación del espacio-tiempo, piroquinesis…
Conforme la historia avanza se introducen hasta doce “FreakAngels”:
KK
Su nombre completo es Kolfinnia Kokokoho Titching, pero le gusta que la llamen KK.
KK viste ropas góticas y como los demás, tiene ojos de color violeta. Es impulsiva y temperamental
KK pilota un helicóptero, al que llama “bike” (bicicleta).
Connor
Se ve a sí mismo como el encargado de recoger la historia de los “FreakAngel”, lo que le lleva una gran cantidad de tiempo.
Le gusta vestir de oscuro y con largos abrigos. Le gusta pensar que los “FreakAngel” son una gran familia incluso aunque él sepa que eso es mentira. Connor tiene mucho control sobre sí mismo y habla con una voz tranquila. Es el más razonable y actúa de apaciguador. Frecuentemente acoge extraviados para disgusto de sus compañeros.
Karl
Karl vive en lo alto de un edificio que ha transformado en un jardín. Lleva un sombrero de plomo que impide la telepatía.
Luke
Luke vive en la calle, ya que fue expulsado del hogar por su exnovia, que quemó sus ropas dejándole solo con un abrigo y unas botas. Valiéndose de sus poderes quebranta la “FreakAngels Law” violando a una chica, razón por la cual es puesto en custodia.
Sirkka
Sirkka vive en una casa grande y tiene un gran harén, aunque tiene una relación con Jack tormentosa debido a la promiscuidad de Sirkka.
Es la que descubre a Luke violando a una chica, por lo que parece que tiene poderes de clarividencia.
Kirk
Vive en lo alto de la torre de una iglesia, vigilando Whitechapel, por lo que la gente le está muy agradecida y le dan comida. Su labor como vigilante es autoimpuesta ya que se siente culpable por los sucesos de “the crash”.
Mark
Mark Fox es un “FreakAngel” exiliado por haber sido el primero en quebrantar la “FreakAngels Law”.
Mark se refugió en Mánchester, donde comenzó a trabajar con los hermanos de Alice, importando armas, comida y combustible de Irlanda. Les robó dinero por lo que tuvo que matarlos y usando sus poderes controló a Alice para que fuera a Whitechapel y matara al resto de “FreakAngels”, fue la primera vez que oían hablar de Mark en años.
Mark ha retornado a Whitechapel en los últimos episodios del tomo 4.
Arkady
Arkady viste de manera muy excéntrica con una falda transparente, inicialmente sin ropa interior aunque le sugirieron que llevara, cosa que ha hecho, además lleva la cabeza afeitada. Su mente está afectada por una sobredosis que tuvo cuando tenía quince años, agravado por el hecho de intentar usar su poder para ver el futuro.
Puede teleportarse aunque inicialmente ocultó su habilidad al resto del grupo. Es la más poderosa de todos.
Carolyn
Carolyn "Caz" es la encargada de mantener la planta depuradora y diseña mucha de la tecnología de Whitechapel. Pese a ser de etnia afrodescendiente tiene la piel blanca. Es Buena amiga de KK.
Jack
Pasa la mayor parte del tiempo solo en su barco, tiene una actitud solitaria y cínica. Se encarga de buscar suministros en zonas sumergidas.
Tiene sentimientos por Sirkka pero está frustrado por su promiscuidad y manera de vida.
Miki
Miki es de etnia asiática. Aunque no estudió medicina es la encargada de gestionar la clínica. Usa sus poderes para ver los órganos de los pacientes.
No está de acuerdo con los métodos del resto de “FreakAngels”, sobre todo con el uso de la violencia
Kait
Kaitlyn “Kait” es la encargada de seguridad del grupo y no interactúa mucho con el resto del grupo, blindando sus pensamientos. Usa sus poderes para revivir a los muertos para poder interrogarlos.

### Otros personajes
Alice
Alice Shona Mahoney viene de Mánchester. Sus hermanos fueron asesinados por Mark. Posteriormente fue controlada mentalmente por este para que volviera a Whitechapel y matara al resto de “FreakAngels”. Es detenida, se le elimina el control mental y se queda a vivir en Whitechapel para ayudar a Kirk.
 Se convierte en un miembro honorario “FreakAngel” tras avisar de un ataque.
Es la única no perteneciente a los “FreakAngel” en Whitechapel que conoce sus poderes, aunque no conoce su papel en “the crash”.
Debido a su experiencia con control mental, desconfía de los poderes.
Janine
Janine es la exnovia de Luke. Lo echó de su hogar y quemó su ropa cuando supuestamente la engañó. Ella se niega a autorizar la entrada de Luke a su casa hasta que este elimine los fuertes controles de su mente.

## Recopilaciones
La serie ha sido recopilada en tomos por Avatar Press en Estados Unidos:
- Volumen 1.[45]
- Volumen 2.[46]
- Volumen 3.[47]
- Volumen 4.[48]
- Volumen 5.
- Volumen 6.

En España, ediciones Glénat publicó la serie en el año 2011, en seis volúmenes correspondientes a la edición de Avatar Press.

## Premios
En el año 2010 obtuvo el premio Eagle a mejor webcomic.